# Катастрофа Ан-24 под Батагаем
Катастрофа Ан-24 под Батагаем — авиационная катастрофа, произошедшая в ночь среды 28 января 1970 года в окрестностях Батагая. Авиалайнер Ан-24Б Якутского ОАО предприятия «Аэрофлот» выполнял регулярный внутренний рейс по маршруту Черский — Чокурдах — Батагай — Якутск, но при заходе на посадку в аэропорту Батагай авиалайнер врезался в гору в Верхоянском улусе Якутской АССР и полностью разрушился. Погибли все 34 человек на борту самолёта — 28 пассажиров и 6 членов экипажа.

## Самолёт
Ан-24Б с бортовым номером СССР-47701 (заводской — 59900202 был выпущен в 1965 году. На момент катастрофы лайнеру было 5 лет.

## Экипаж
Ан-24 пилотировал экипаж из 139-го лётного отряда, в состав которого входил:
Командир воздушного судна (КВС) — А. И. Токарев
Второй пилот — В. В. Кожушко
Штурман — Н. А. Минин
Бортмеханик — А. И. Запольских
Проверяющий — Г. О. Ширинян
В салоне авиалайнера работала стюардесса С. М. Игнатьева

## Катастрофа
28 января 1970 года, в 20:18 местного времени (12:18 МСК) лайнер с 28 пассажирами и 6 членами экипажа вылетел из аэропорта Чокурдах, а рейс выполнял Ан-24Б борт СССР-47701, летящий из Черского в Якутск с промежуточными остановке в Чокурдахе и Батагае. На участке Чокурдах—Батагай полёт проходил ночью на эшелоне 5700 метров и в простых метеоусловиях. Всего на борту находились 28 пассажиров и 6 членов экипажа, а также 894 кг почты. .
Ночное небо над Батагаем было ясным, стояла дымка с видимостью 7 км, дул слабый юго-восточный ветер (275° 2 м/с), давление составляло 751 мм. рт. ст., а температура воздуха -44°С. Подходя к аэропорту Батагай, экипаж вышел на связь с диспетчером и доложил о расчётной точке начала снижения, в ответ на что диспетчер дал разрешение снижаться до высоты 2700 метров. Также он указал местоположение самолёта относительно аэропорта: удаление 125 километров, азимут 40° (северо-восток). Обязанности диспетчера на командно-диспетчерском пункте (вышке) аэропорта исполнял руководитель полётов, когда с Ан-24 доложили о занятии высоты 2700 метров. Тогда руководитель полётов уточнил у экипажа удаление и время подхода, а также наблюдают ли они полосу. Экипаж ответил утвердительно, намереваясь выполнить заход на посадку по магнитному курсу 47° с прямой. После получения утвердительного ответа о наблюдении полосы, руководитель полётов разрешил снижаться до высоты 600 метров. Экипаж подтвердил получение информации о снижении до 600 метров, после чего связь с самолётом пропала.
В 40 километрах от аэропорта летящий в темноте со скоростью 340—350 км/ч на высоте 1020 метров (808 метров над уровнем аэродрома) Ан-24 с левым креном 2—3° и с углом тангажа 7° врезался в гору высотой 1081 метров в районе реки Адыча. Пилоты в последний момент увидели опасность и потянули штурвалы на себя, но, из-за рельефа местности и продолжающегося по инерции снижения (просадки), не смогли избежать столкновения. Авиалайнер врезался в склон крутизной 11—12° и полностью разрушился. Все 34 человека на борту погибли.

## Причины
Преждевременное снижение ниже минимально безопасной высоты ночью над горным районом, разрешенное диспетчером в нарушение НПП ГА-66 и инструкции по производству полётов на аэродроме Батагай. Отсутствие контроля за снижением самолёта со стороны руководителя полетов. Вероятно, экипаж перепутал населённые пункты при визуальном ориентировании.
— 